# 1880-ті у кіно

## Фільми
- 1885 — Морське купання
- Monkeyshines, No. 1 — деякі джерела свідчать, що цей фільм був створений у червні 1889 року.

## Персоналії

### Народилися
1880
- 7 березня — Жан д'Ід, французький театральний та кіноактор (пом. 1964).
- 12 квітня — Гаррі Бор, французький театральний та кіноактор.
- 14 серпня — Віґґо Ларсен, данський актор, кінорежисер та кінопродюсер (пом. 1957).
- 5 листопада — Ріхард Освальд, австрійський сценарист, режисер, продюсер.

1881
- 24 січня — Ельза Вагнер, німецька акторка (пом. 1975).
- 12 серпня — Сесіль Блаунт Де Мілль, американський кінорежисер, продюсер.

1882
- 15 лютого — Джон Беррімор, американський актор театру й кіно, один із акторської династії Берріморів.

1883
- 10 липня — Сем Вуд, американський актор, кінорежисер і продюсер.
- 17 липня — Моріц Стіллер, шведський актор, сценарист та режисер німого кіно (пом. 1928).
- 18 грудня — Ремю, видатний французький театральний та кіноактор.

1884
- 23 червня — Вернер Краус, німецький актор.
- 23 липня — Еміль Яннінгс, німецький актор.

1885
- 21 березня — П'єр Ренуар, французький театральний та кіноактор.
- 1885 — Тарич Юрій Вікторович, російський кінорежисер, сценарист. Заслужений діяч мистецтв Росії (1935).

1886
- 16 листопада — Шумяцький Борис Захарович, російський політичний діяч, організатор кіновиробництва.
- 1 грудня — Оуен Мур, американський актор ірландського походження.

1887
- 24 грудня — Луї Жуве, французький театральний та кіноактор, режисер.
- 31 грудня — Гастон Модо, французький актор.